# Taeniothrips inconsequens
Taeniothrips inconsequens är en insektsart som först beskrevs av Jindřich Uzel 1895.  Taeniothrips inconsequens ingår i släktet Taeniothrips och familjen smaltripsar. Arten är reproducerande i Sverige. Inga underarter finns listade i Catalogue of Life.